# انجمن دانشگاه‌های قفقاز
اعضا انجمن دانشگاه‌های قفقاز در ایران ، آذربایجان ، گرجستان ، مولداوی ، قبرس شمالی ، روسیه ، ترکیه ، اوکراین و ایالات متحده هستند.  دامنه تفاهم‌نامه اولیه در اولین کنگره عادی اتحادیه دانشگاه‌های قفقاز در تاریخ ۸ تا ۱۳ مه ۲۰۱۱ گسترش یافت. 

## لیست اعضا
- دانشگاه آگری ابراهیم چچنی
- دانشگاه احمد یزوی
- دانشگاه اکدنز
- دانشگاه آکسارای
- دانشگاه آنادولو
- دانشگاه اردگان
- دانشگاه آرتوین سوره
- دانشگاه آتاترک
- دانشگاه معماری و ساختمانی آذربایجان
- دانشگاه پزشکی آذربایجان
- آکادمی ملی علوم آذربایجان
- آکادمی نفتی دولتی آذربایجان
- دانشگاه باکو اوراسیا
- دانشگاه اسلاوی باکو
- دانشگاه دولتی باکو
- دانشگاه بایبر
- دانشگاه بیکنت
- دانشگاه بنگول
- دانشگاه بیتلیس ارن
- دانشگاه بوزوک
- دانشگاه بولنت ایسیویت
- دانشگاه چانکایا
- دانشگاه خزر
- دانشگاه ایالتی کامرات
- دانشگاه جمهوریت سیواس
- دانشگاه دوزه
- دانشگاه مدیترانه شرقی
- دانشگاه ارزنکن
- دانشگاه فنی ارزوروم
- دانشگاه اسکیشیر اسمانگانزی
- دانشگاه فرات
- دانشگاه دولتی گنجاه
- دانشگاه گیرسون
- دانشگاه آمریکایی گیرنه
- دانشگاه ایگدر
- دانشگاه کلتر استانبول
- دانشگاه ایزمیر کاتیب چلیبی
- دانشگاه کافکاس
- دانشگاه کرابوک
- دانشگاه فنی کارادنیز
- دانشگاه کستامونو
- دانشگاه کیلیس ۷ دسامبر
- دانشگاه مالتیپ
- دانشگاه مصطفی کمال
- دانشگاه دولتی ناخچیوان
- دانشگاه نوشهیر حاجی بکتاش ولی
- دانشگاه نیگده
- دانشگاه اوردو
- دانشگاه قفقاز
- دانشگاه رجب طیب اردگان
- دانشگاه دولتی سومکاییت
- دانشگاه تبریز
- دانشگاه اینکارنت ورد
- دانشگاه اوسک
- دانشگاه یلدریم بیازیت
- دانشگاه فنی یلدز